# Ночная рыбалка (фильм)
«Ночная рыбалка» (кор. 파란만장, англ. Night Fishing) — южнокорейский короткометражный фантастический фильм ужасов 2011 года, снятый режиссёром, продюсером и сценаристом PARKing CHANce (торговая марка братьев Пак Чхан Ука и Пак Чхан Гёна). Главную роль играет Ли Джон-хён.
Он был полностью снят на Apple iPhone 4 и был финансово поддержан KT (эксклюзивным дистрибьютором iPhone в Южной Корее в то время), который выделил дуэту 150 миллионов корейских вон (133 447 долларов США). 11 января 2011 года фильм был показан более чем 100 журналистам, а 27 января был открыт для публичного показа.
Фильм получил «Золотого медведя» за лучший короткометражный фильм на 61-м Берлинском международном кинофестивале.

## Сюжет
Мужчина беззаботно рыбачит у кромки воды. Наступает вечер, и, потянув за леску, он видит тело женщины. Пока он пытается освободиться от лески, она оживает. Сцена меняется, и теперь эта женщина — шаманка, участвующая в похоронном ритуале утонувшего в реке мужчины. Через неё он обращается к своим родственникам, прося прощения.

## В ролях
| Актёр       | Роль           |
| ----------- | -------------- |
| Ли Джонхён  | шаманка        |
| О Гван Нок  | рыбак О Ги Сок |
| Ли Ён Нё    | мать Ги Сока   |
| Ким Хван Хи | Ми Ён          |